# Branch Rickey
Wesley Branch Rickey (20 décembre 1881 – 9 décembre 1965) est un joueur de baseball devenu manager en Ligue majeure de baseball. Il a brisé le color-code qui interdisait aux joueurs afro-américains d'évoluer en Ligue majeure de baseball. Il embaucha Jackie Robinson qui débuta avec les Dodgers de Brooklyn le 15 avril 1947.
Au cours de sa carrière de manager, il remporte quatre fois la Série mondiale en 1926, 1931, 1934 et 1942. Il est élu au Temple de la renommée du baseball en 1967.
Le baseball majeur remet depuis 1992 le Prix Branch Rickey.

## Carrière

### Manager général
Prend en 1947 Jackie Robinson dans son équipe.